# Emily Chancellor
Pour les articles homonymes, voir Chancellor (homonymie).

a Compétitions nationales et continentales officielles uniquement.

b Matchs officiels uniquement.
Dernière mise à jour le 31 juillet 2025.
Emily Chancellor, née le 20 août 1991 à Sydney (Australie), est une joueuse internationale australienne de rugby à XV évoluant au poste de troisième ligne aile. Elle joue avec les Waratahs.

## Biographie
Emily Chancellor naît le 20 août 1991 à Sydney en Australie.
En 2022, elle joue pour les Waratahs. Elle compte treize sélections en équipe d'Australie quand elle est retenue en septembre 2022 pour disputer la Coupe du monde en Nouvelle-Zélande. Pour la saison 2022-2023, elle s'engage avec le club anglais des Harlequins.
En 2024, étant de retour avec les Waratahs, elle se fait les ligaments croisés lors de la première journée du Super Rugby Women's. Elle ne joue plus de l'année.
En 2025, pour la réception du pays de Galles, elle est désignée capitaine des Wallaroos en l'absence de Siokapesi Palu et de Charlotte Caslick.

## Palmarès

### En franchise
- Vainqueur du Super Rugby Women's en 2019, 2020, 2021, 2024 et 2025.
- Finaliste du Super Rugby Women's en 2022.

### Distinctions personnelles
- Élue joueuse internationale australienne de l'année en 2018[7].